# Le Masque (film, 1989)
Pour les articles homonymes, voir Le Masque.
Pour plus de détails, voir Fiche technique et Distribution.
Le Masque est un documentaire français réalisé par Johan van der Keuken et tourné en 1989.

## Synopsis
Pendant que la France fête le bicentenaire de la révolution de 1989. Philippe vit sans domicile fixe à Paris, entre les quais du Métro et les dortoirs de l'Armée du salut.
Johan van der Keuken filme en parallèle la vie des exclus et les images commerciales des célébrations du bicentenaire: service minitel, téléfilm, CD, affiche. Alors que Philippe doit quitter le dortoir de l'Armée du salut dès 5 h du matin, un spot TV fait la promotion  de Vendémiaire, le jeu révolutionnaire du 3615 code Bing.
Ce documentaire est le portrait d'une époque. Entre rejet des étrangers et multiculturalisme, pendant que les partis d’extrême droite progressent en Europe, la société française se cherche. Philippe souhaiterait s'acheter un costume et des chaussures anglaises pour « paraître » vis-à-vis des autres. Il veut porter un Masque pour faire bonne impression. Il travaille de temps à autre comme serveur, mais cela ne lui permet pas d'avoir un domicile. Lorsqu'il n'est pas accepté au dortoir de l'Armée du salut, Philippe dort sur un banc de la gare du Nord. Au milieu de la nuit, la gare ferme deux heures, et Philippe retourne à la rue. Pendant ce temps, sur Antenne 2 La Marseillaise est sponsorisée par Renault et EDF.
Philippe assiste au cortège des limousines qui déposent les grands de ce monde à l'Opéra Bastille. Il applaudit au défilé du 14 juillet, apothéose des célébrations du bicentenaire, loin, très loin, du pacte républicain et des idéaux des droits de l'homme.  Au milieu d'un immense dortoir vide, Philippe finit par s'interroger sur les origines de la pauvreté, lui s'en sortira, mais les autres ?

## Fiche technique
- Titre français : Le Masque
- Titre néerlandais : Het Masker
- Réalisation : Johan van der Keuken
- Prise de vue : Johan van der Keuken
- Son : Noshka van der Lely
- Montage : Jan Dop et Johan van der Keuken
- Mixage : Jack Bol
- Production : Lucid Eye Films
- Pays :  France
- Genre : documentaire
- Durée : 52 minutes

## Distribution
- Philippe : lui-même
- Cheb Kader, Mory Kanté, au concert de SOS Racisme

## Analyse
Derrière l'histoire de Philippe, Johan van der Keuken s'intéresse à l'identité qui se cache derrière le visage, et ce que la caméra peut en saisir. Le réalisateur exprime ainsi son travail autour du masque et de la recherche d'identité:"Tout tourne autour du visage et du voir: le désir de se donner à voir, la peur de se faire voir, l'impossibilité de se voir soi-même, la peur et le désir de voir l'autre. Et dans cette thématique du voir, la lutte confuse pour l'identité, la lutte féroce pour le territoire, les grands mouvements de l'amour et la mort".